# Громотков, Николай Васильевич
Николай Васильевич Громотков (1928 — 20 февраля 1999) — передовик советского автомобильного транспорта, шофёр Петропавловского пассажирского автотранспортного предприятия № 1 Министерства автомобильного транспорта РСФСР, Камчатская область, Герой Социалистического Труда (1971).

## Биография
Родился в 1928 году в селе Иноземная Духовка, ныне Тамбовского района Тамбовской области в русской крестьянской семье. Завершив обучение в семилетней сельской школе, Громотков в 1944 году начал свою трудовую деятельность учеником слесаря на судоремонтно-механическом заводе в городе Петропавловске-Камчатском, затем стал работать автослесарем в гараже Облрыболовпотребсоюза, с 1946 года — шофёр.
В 1953 году Николай Васильевич стал работать водителем Петропавловского пассажирского автотранспортного предприятия № 1 (ПАТП-1). По итогам работы в седьмой семилетке (1959—1965) был отмечен высокой наградой — орденом Ленина. В годы восьмой пятилетки (1966—1970) вошёл в число победителей социалистического соревнования среди шофёров республиканского Министерства автомобильного транспорта.
За выдающиеся успехи, достигнутые в выполнении заданий пятилетнего плана по перевозкам народнохозяйственных грузов и пассажиров, строительству и содержанию автомобильных дорог, Указом Президиума Верховного Совета СССР от 4 мая 1971 года Николаю Васильевичу Громоткову было присвоено звание Героя Социалистического Труда с вручением ордена Ленина и золотой медали «Серп и Молот».
Продолжал работать шофёром, являлся рационализатором ряда предложений и новшеств. В 1974 году был признан лучшим наставником Октябрьского района города Петропавловск-Камчатский. Избирался в депутаты Камчатского областного Совета депутатов трудящихся с 14 по 16-й созывы (1973—1979). В 1977 году возглавлял отдел по народностям Севера.
Проживал в городе Петропавловске-Камчатском. Умер 20 февраля 1999 года.

## Награды
За трудовые успехи удостоен:
- золотая звезда «Серп и Молот» (04.05.1971),
- два ордена Ленина (05.10.1966, 04.05.1971),
- почётный автотранспортник СССР,
- почётный комсомолец Камчатской области,
- другие медали.